# Echtz-Konzendorf
Echtz-Konzendorf ist ein Stadtteil und eine Gemarkung der Stadt Düren im Kreis Düren in Nordrhein-Westfalen. Bis 1972 war Echtz-Konzendorf eine Gemeinde im alten Kreis Düren.

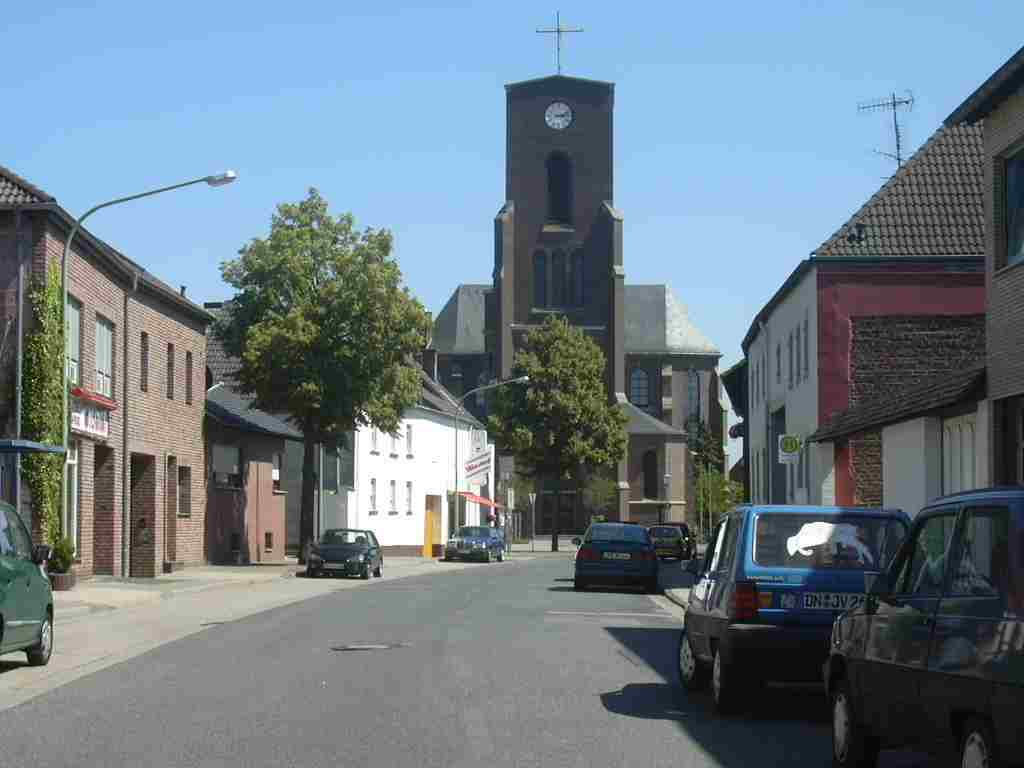
Ortskern von Echtz

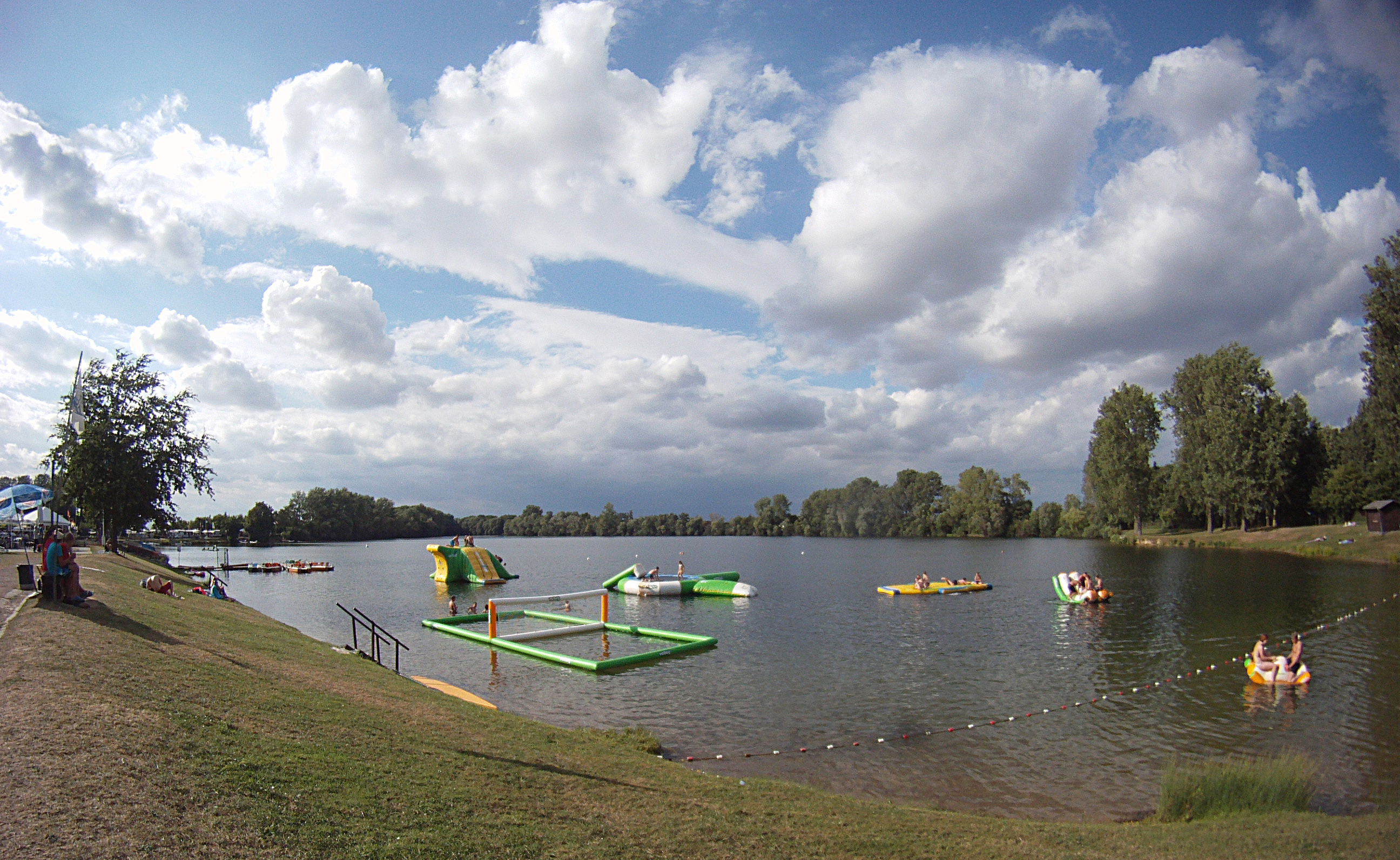
Der Echtzer See

## Geographie
Echtz-Konzendorf besteht aus den beiden Orten Echtz und Konzendorf, die im Westen des Dürener Stadtgebiets liegen und etwa einen Kilometer voneinander entfernt sind. Die ehemalige Gemeinde bildet heute einen Dürener Stadtbezirk. Am südlichen Ortsrand von Echtz liegt der 
Echtzer See, ein Restsee des ehemaligen Braunkohletagebaus Alfred, in dem von 1918 bis 1941 Braunkohle gefördert wurde.

## Geschichte
Seit dem 19. Jahrhundert bestand in der Bürgermeisterei Echtz (ab 1928 Amt Echtz) im Kreis Düren die Gemeinde Echtz, die nach dem Zweiten Weltkrieg in Echtz-Konzendorf umbenannt wurde. Am 1. Januar 1972 wurde die Gemeinde durch das Aachen-Gesetz in die Stadt Düren eingegliedert.

## Einwohnerentwicklung
| Jahr | Einwohner | Quelle |
| ---- | --------- | ------ |
| 1871 | 789       | [ 5 ]  |
| 1885 | 806       | [ 6 ]  |
| 1910 | 922       | [ 7 ]  |
| 1925 | 979       | [ 8 ]  |
| 1939 | 992       | [ 3 ]  |
| 1946 | 880       | [ 9 ]  |
| 2015 | 2178      | [ 1 ]  |

## Baudenkmäler
Die Kath. Pfarrkirche St. Michael, das Wohnhaus Weidmühlenstraße 13, das Wegekreuz Weidmühlenstraße und die Pankratiuskapelle stehen unter Denkmalschutz.